# Piaggio Ape
Il Piaggio Ape  (a volte impropriamente chiamato Apecar dal nome del modello introdotto nel 1971) è un motocarro a tre ruote prodotto dalla Piaggio fin dal 1948, ritenuto un vero e proprio simbolo del design italiano nel mondo.

## Storia

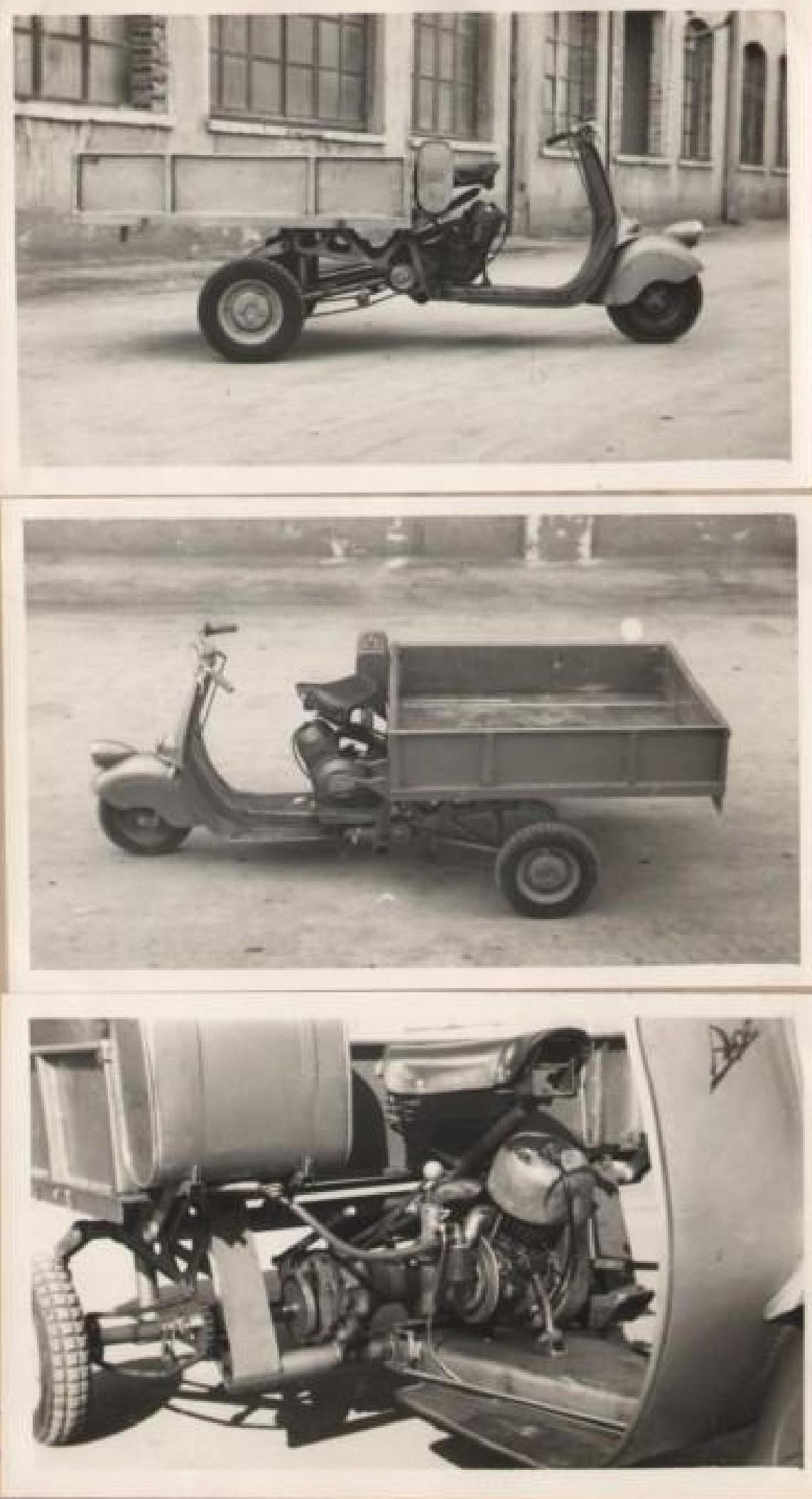
Foto tratte dalla relazione tecnica sulle caratteristiche del motofurgone Ape, Piaggio 1948. Alla Fiera di Milano del 1946 l'Ape riscosse molto successo e, grazie anche al suo basso costo, ebbe ampia diffusione nell'Italia del secondo dopoguerra.

Nacque nel 1948, in un'Italia ancora stremata dalla guerra, in cui la carenza di mezzi di trasporto era evidente e molti non potevano permettersi l'acquisto di un mezzo a quattro ruote. Così, alla Piaggio venne l'idea di costruire un veicolo commerciale su tre ruote: un motofurgone derivato dai primi modelli dalla Vespa.
Le prime due serie erano costituite da una Vespa con asse posteriore a due ruote, che sosteneva il cassone. E in alcuni prospetti di vendita, come in taluni mercati, venne infatti pubblicizzato come VespaCar o TriVespa, venduta a circa 170.000 lire dell'epoca.

L'Ape, dalla terza serie, acquisisce una struttura indipendente dalla Vespa, nonostante mantenga molti componenti in comune, come il manubrio e il cambio manuale. Oggi l'Ape è costruita anche in India su licenza ed uno dei suoi utilizzi più caratteristici, nella versione "Ape Calessino", è quello di risciò motorizzato o di Tuk-tuk, che sono mezzi di trasporto pubblico ormai desueti in Italia, ma ancora molto diffusi nel sud est asiatico.

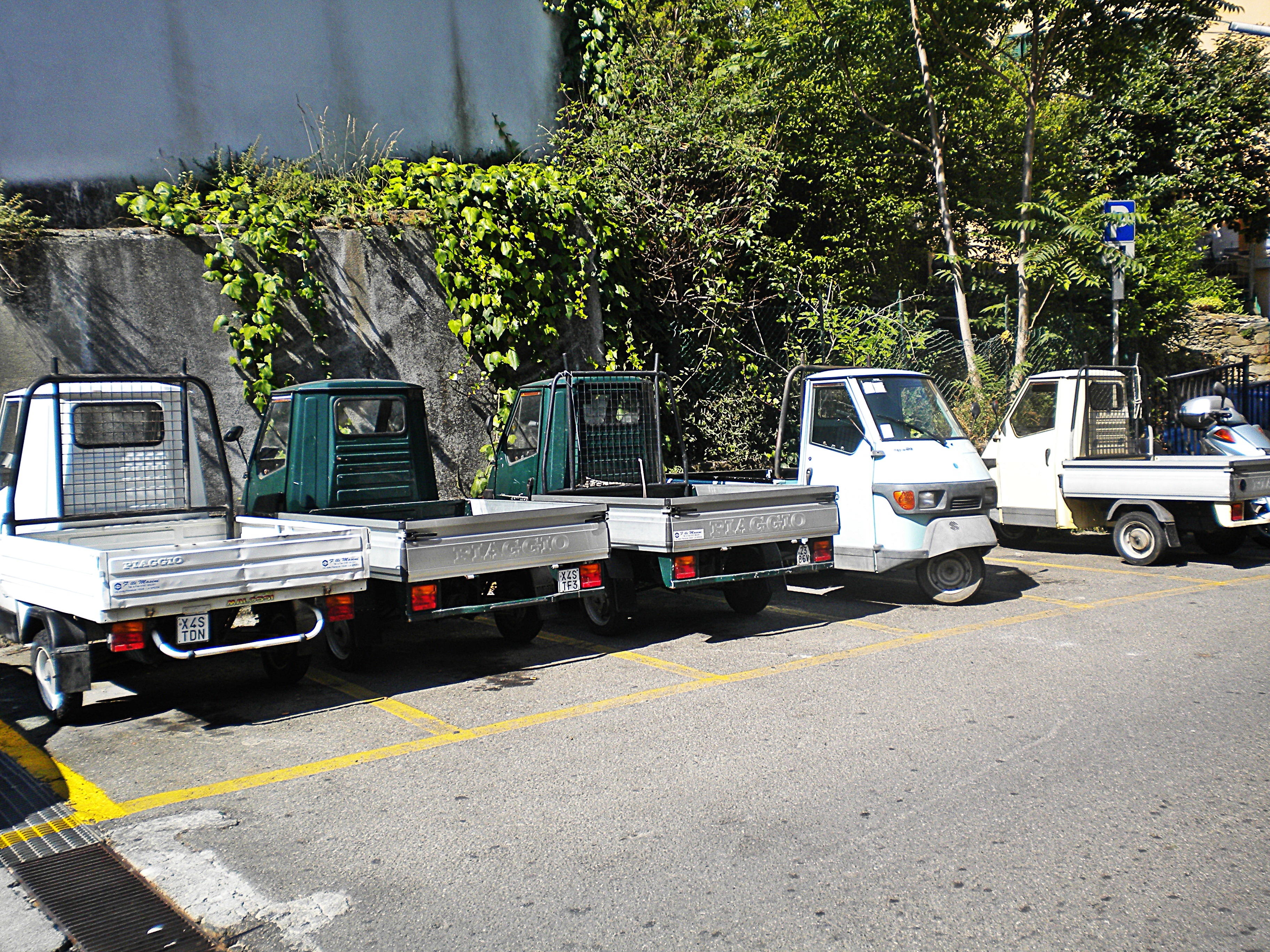
Varie Ape 50

## Serie

### Europa

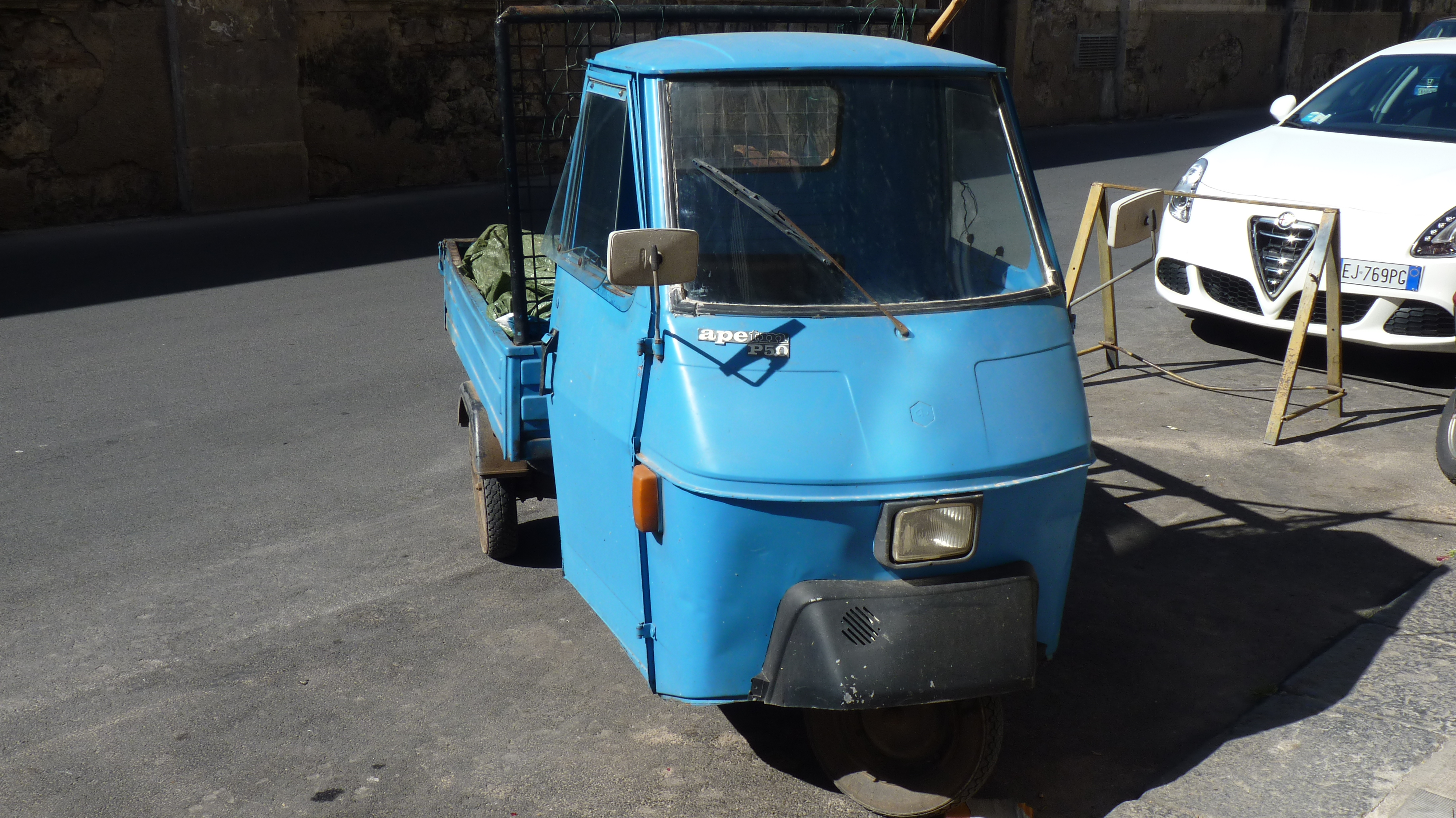
Un'Ape TM P50

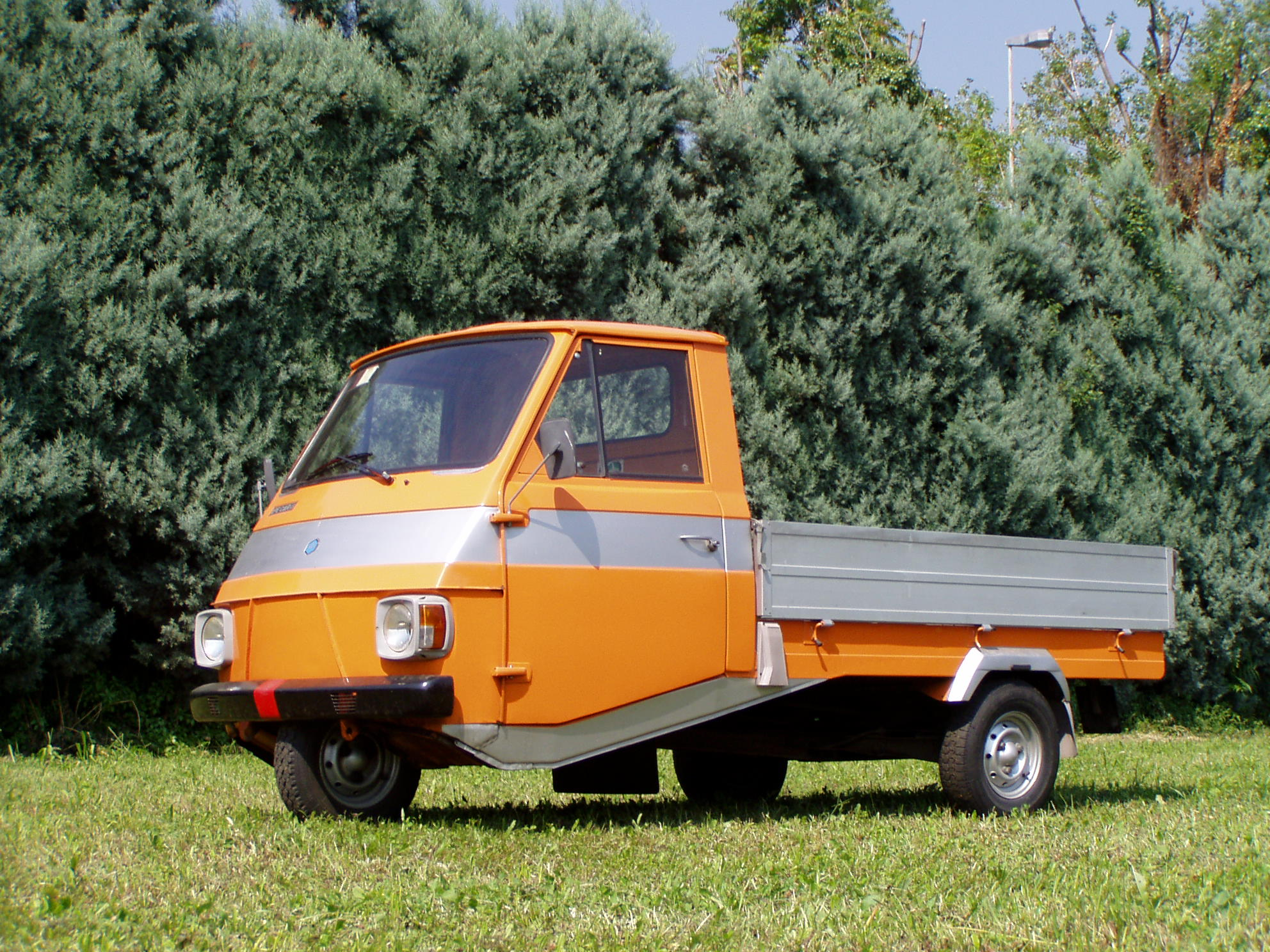
Apecar LS del 1977

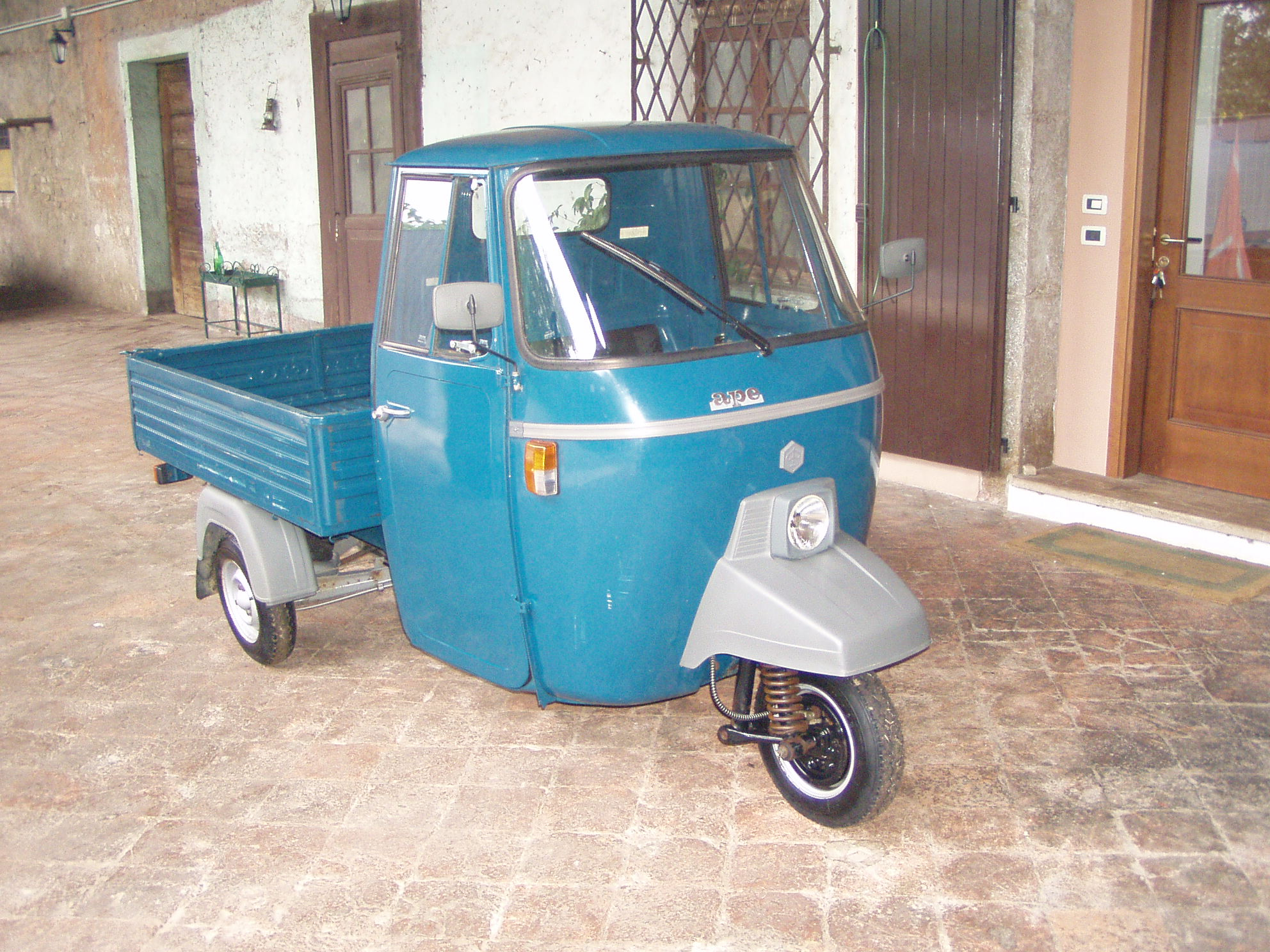
Un'Ape P501 ultima serie del 1994

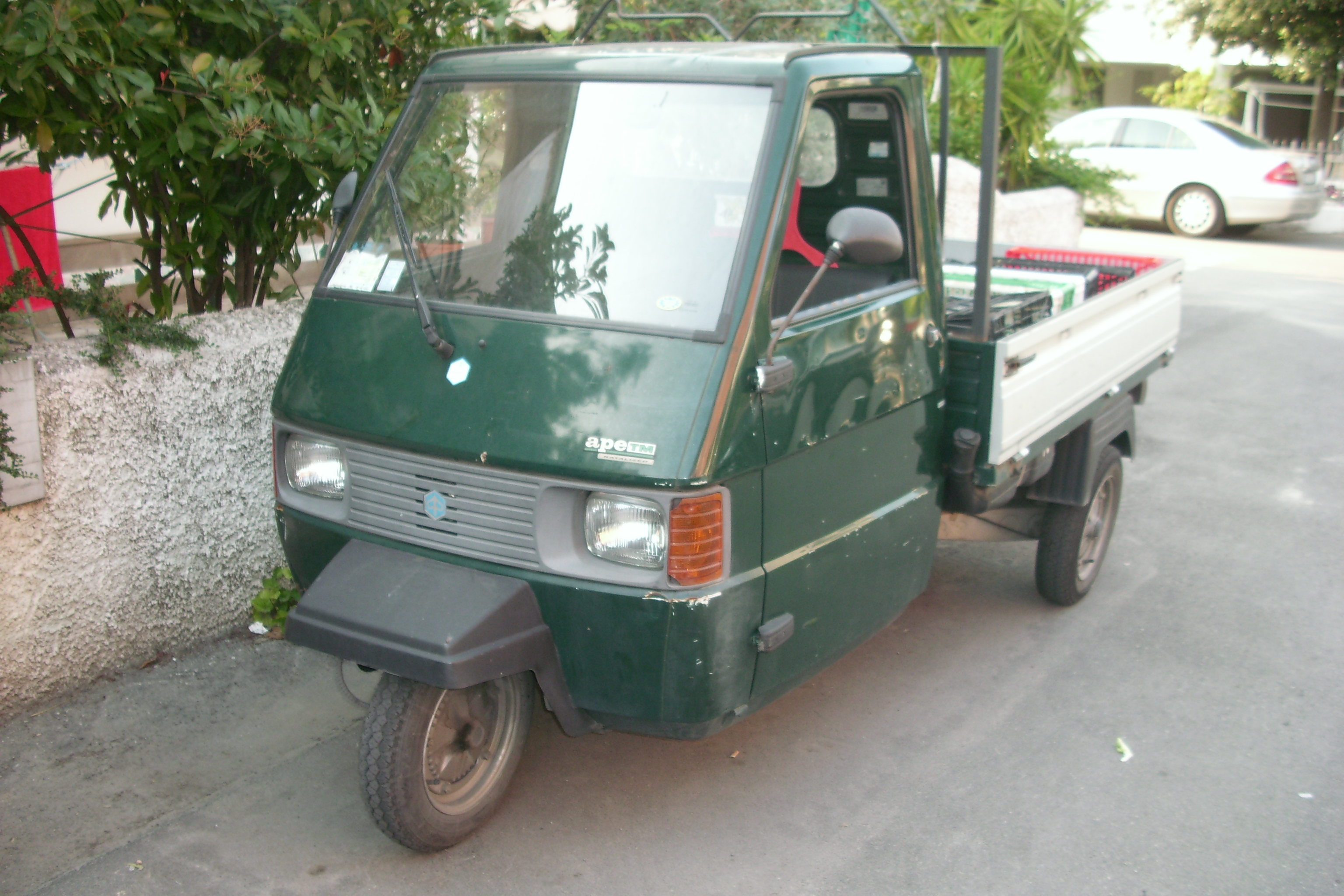
Un'Ape TM

- 1948-1952 - Ape A: simile a una Vespa con cassone, motore di 125 cm³, cassone in legno, mozzo della ruota anteriore a sinistra del parafango e cambio a bacchetta.
- 1952-1956 - Ape B: molto simile all'ape A, da cui differisce per il motore di 150 cm³, per il cassone in lamiera stampata, per il mozzo ruota anteriore a destra e per il cambio a fili.
- 1956-1967 - Ape C: motore sempre di 150 cm³ ma profondamente rinnovata per tutto il resto. È la prima Ape dotata di cabina chiusa e portiere (inizialmente previste come optional, ma divenute standard in pochi anni). Il motore funziona con miscela al 5% di olio e trova posto in cabina, sotto il sedile del guidatore. L'avviamento è manuale, ma può essere richiesto come optional il motorino di avviamento elettrico.
- 1969 - Ape 50: motore di 50 cm³, fanale anteriore rettangolare, 33 chilometri con un litro di carburante. Primo ciclomotore di questa categoria, in alcuni periodi sono state commercializzate evoluzioni come l'Ape P50 e l'Ape TM P50 degli anni ottanta.
- 1967-1974 - Ape D: motore di 175 cm³, fanale anteriore rettangolare posto sullo scudo anziché sul parafango. Introduzione del sistema di aspirazione a valvola rotante, che consente di utilizzare miscela al solo 2% di olio. Viene introdotto anche un sistema di riscaldamento per l'abitacolo.
- 1965-1973 - Ape E: con motore di 150 cm³ e caratteristiche simili alla D.
- 1968-1978 - Ape MP: la sigla MP sta per "motore posteriore", infatti per la prima volta il motore viene spostato dalla cabina e posizionato sotto il cassone, per ridurre le vibrazioni in cabina e migliorare il comfort del guidatore.
- 1970-1978 - Ape E/400R: con motore di 175 cm³ e nuovi particolari (scritta "Piaggio Ape 400R").
- 1971 - Apecar, modello sempre a tre ruote ma con scocca e cabina di dimensioni assai maggiori rispetto agli altri modelli, paragonabili a quelle dei camioncini a quattro ruote, con guida tramite volante (diventando il primo Ape a non adottare il classico manubrio) e motore posteriore di 220 cm³; sono evoluzioni l'Apecar P2 e l'Apecar P3[3]; la versione Diesel di 422 cm³ è del 1984, due anni dopo debutta l'Ape Max D (lettera che indica sempre il tipo di motorizzazione) con un frontale modificato, soprannominata anche "9 quintali" dalla sua portata massima, più elevata rispetto a tutte le versioni precedenti.[4]
- 1979 - Ape P: con motore di 175 cm³ e particolari vari.
- 1981-1993 - Ape 500: con motore di 175 cm³ e nuovo frontale con doppi fari sui lati.
- 1991-2005 - Ape Poker: analogo all'Apecar ma con quattro ruote, unico modello della serie dotato di tale caratteristica[5].
- 1994-1999 - Ape Web e Ape Cross: prendono le loro caratteristiche dall'Ape Pianale (corto e lungo) con motore di 49,8 cm³ e gruppi ottici ridisegnati e roll-bar e gruppi ottici posteriori.[6]
- 1983-2016 - Ape TM: con motori benzina di 218 cm³ e Diesel di 422 cm³ con ruote visibili, disponibile sia con manubrio sia con volante.
- 1996-2018 - Ape 50: con motore di 49,8 cm³ e frontale completamente ridisegnato, con fari incorporati nei fanalini.
- 1996-2018 - Ape Furgone 50: è un Ape 50 con cassone chiuso.
- 2000-2024 - Ape Cross Country 50: restyling con look sportivo e aggressivo del precedente Ape 50.
- 2019-2024 - Ape 50 euro 4: con motore 50 2 tempi euro 4 restyling interno abitacolo e fari a led.[7]

### India

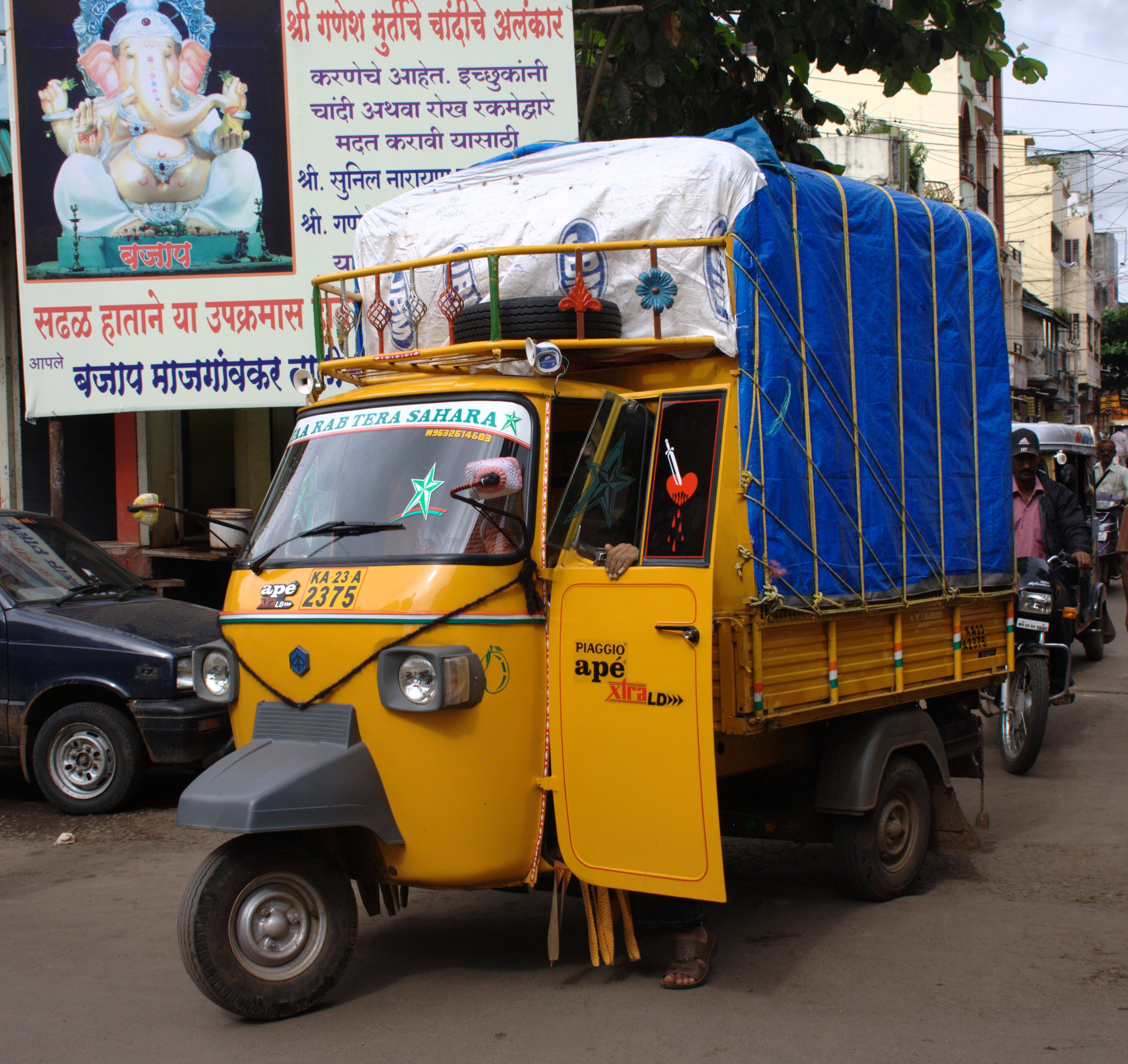
Apé xtra LD, India 2010

Le versioni prodotte in India sono chiamate Apé:
- 2017 - Ape Classic 400: costruito in India per il mercato europeo è una riedizione del classico 601 ma con motore Diesel 435 cm³[9]
- Apé city, disponibile con motore diesel da 395 cm³, potenza 5,52 kW; con motore a benzina da 275 cm³, potenza 7,07 kW; con motore a gas naturale/benzina da 275 cm³, potenza 4,99 kW (5,76 kW se in modalità benzina); con motore a GPL/benzina da 275 cm³, potenza 5,4 kW (5,85 kW se in modalità benzina);
- Apé xtra, disponibile con motore BSII di 395 cm³, potenza 5,5 kW (7,38 bhp); con motore diesel BSIII di 436 cm³, potenza 4,1 kW (5,52 bhp);
- Apé xtra LD, disponibile con motore diesel BSII di 395 cm³, potenza 5,5 kW (7,38 bhp); con motore diesel BSIII di 436 cm³, potenza 4,1 kW (5,52 bhp); con motore a gas naturale da 395 cm³, potenza 5,5 kW (7,53 HP);[10]
- Apé xtra passenger, disponibile con motore diesel di 395 cm³, potenza 8 bhp; con motore a gas naturale da 395 cm³, potenza 5,5 kW (7,53 HP); con motore GPL da 395 cm³, potenza 6,6 kW (9 HP);
- Apé mini (riedizione indiana dell'Ape Poker), disponibile con motore diesel da 441 cm³, potenza 6,6 kW (9 HP).

In India viene commercializzata con il nome Apé truk plus una versione del Quargo.
Dal 2020 il modello con specifiche indiane viene assemblato su licenza in complete knock down anche nelle Filippine nello stabilimento di Cabuyao, Laguna della Autoitalia Philippines Enterprises, Inc.

## Versioni

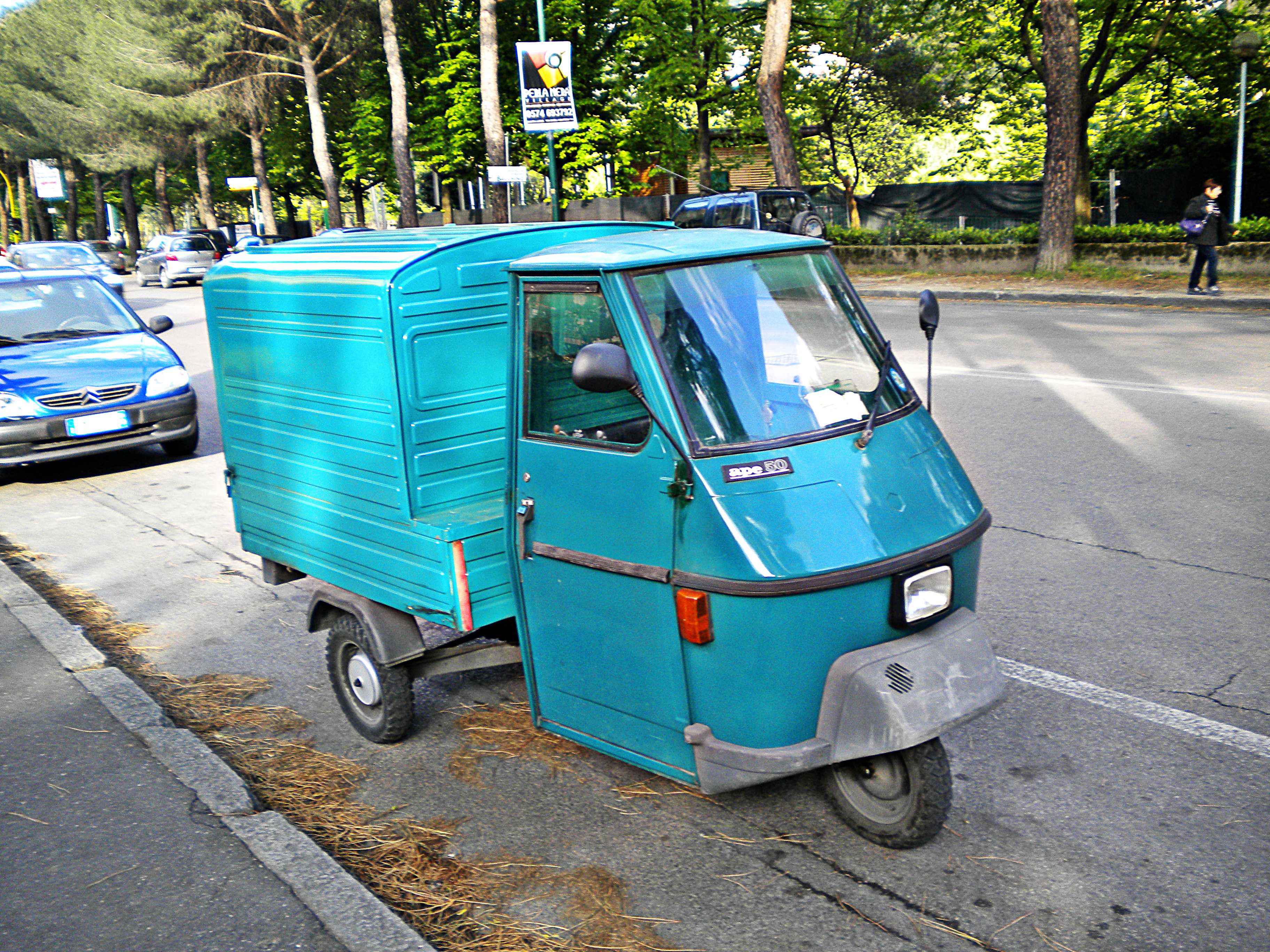
Ape 50 furgone

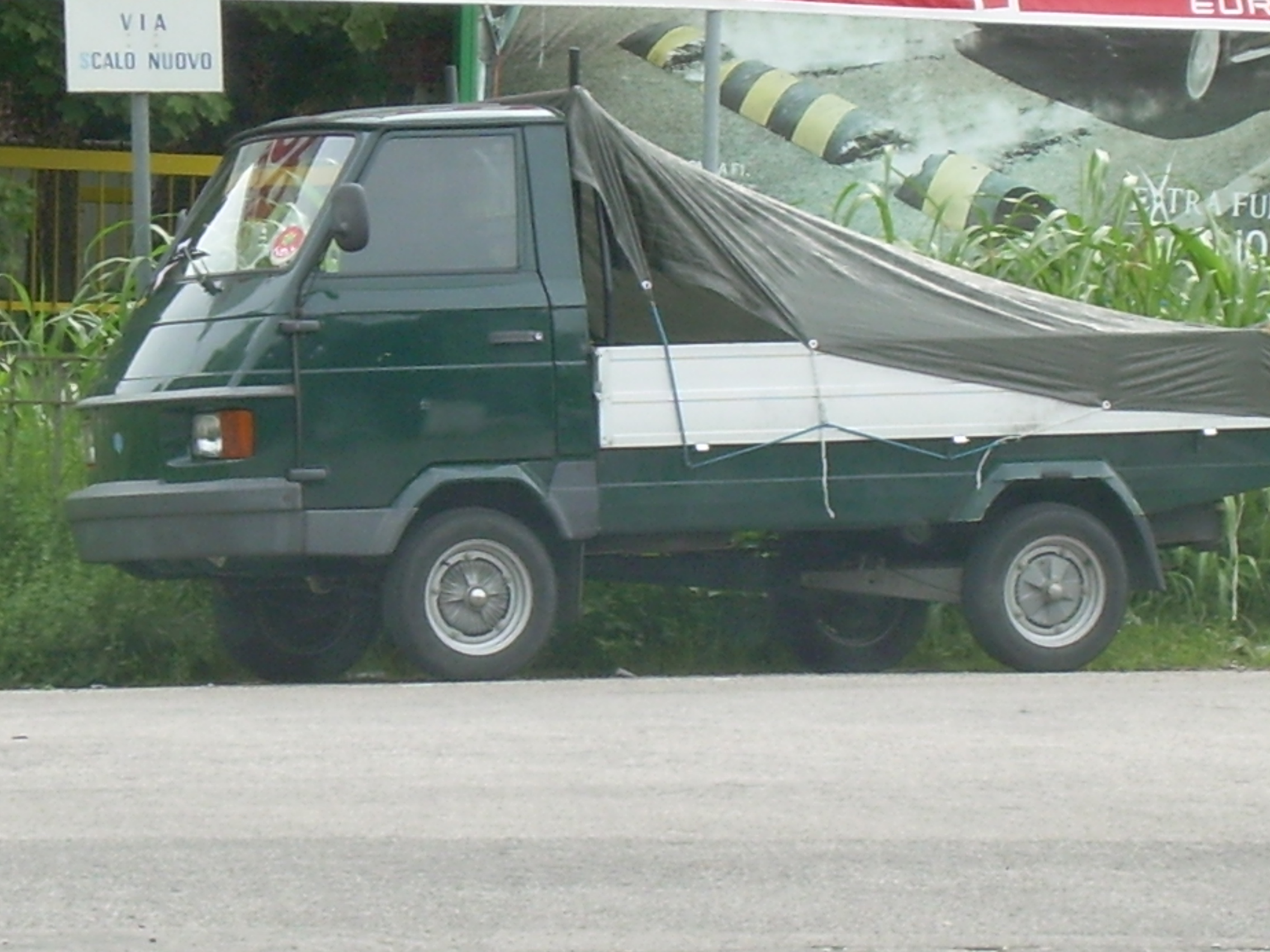
Ape Poker

- Dal 1956 al 1981 motocarro con pianale fisso o ribaltabile, pianale senza cabina, furgone e calessino.
- Dal 1981 al 1993 motocarro con pianale e furgone.
- Dal 1993 (solo su Ape 50 e TM) pianale e furgone.

Una versione speciale chiamata Pentarò venne prodotta dal 1960 al 1968 ed era una versione cabinata a nudo in funzione di trattore stradale (mototrattore secondo il Codice della strada italiano) e cui era agganciato un piccolo semirimorchio trasformandola di fatto in un motoarticolato a 5 ruote.
Dal 1948 alla fine degli anni settanta, e nel 2007 con una serie limitata, è stato commercializzato l'Ape Calessino.